# Das Haus an der Düne
Das Haus an der Düne (Originaltitel Peril at End House) ist der zwölfte Kriminalroman von Agatha Christie. Er erschien zuerst im Februar 1932 in den USA bei Dodd, Mead and Company und im März desselben Jahres im Vereinigten Königreich im Collins Crime Club. Die deutsche Erstausgabe wurde 1933 im Goldmann Verlag Leipzig in der Übersetzung von Otto Albrecht van Bebber veröffentlicht. 2003 gab der Fischer Taschenbuch Verlag (Frankfurt am Main) die bis heute verwendete Neuübersetzung von Monika Gripenberg heraus.
Es ermitteln Hercule Poirot, Arthur Hastings und Chefinspektor Japp an der Küste von Cornwall.

## Handlung
Poirot und Hastings verbringen eine Urlaubswoche im Majestic Hotel in St. Looe an der Küste von Cornwall. Sie sitzen zum Frühstück auf der Hotelterrasse, als Hastings aus der Zeitung vorliest, dass Captain Seton auf seinem Flug um die Erde in der Nähe der Salomon-Inseln verschollen ist. Sie lernen die Einheimische „Nick“ Buckley (ihr richtiger Vorname ist Magdala) kennen, die in End House lebt, einem leicht baufälligen großen Haus am Ende der Bucht. Sie erzählt leichthin, dass sie in den letzten drei Tagen drei Mal knapp dem Tod entgangen sei und bezeichnet die Vorkommnisse als Unglücksfälle. Dabei fliegt plötzlich eine Wespe an ihrem Kopf vorbei. Nick wird von Commander George Challenger, einem Freund, abgeholt, verabschiedet sich von Poirot und Hastings und lässt dabei ihren Filzhut liegen. Poirot untersucht den Hut und entdeckt dabei ein Einschussloch und findet auch eine Pistolenkugel. Er fasst den Entschluss, Nicks Leben zu schützen.
Um mehr über die bisherigen Unglücksfälle zu erfahren, vereinbart Poirot mit Nick ein Treffen in End House. Er macht ihr den Ernst der Lage klar und befragt sie zu ihren Lebensumständen. Sie befindet sich als Waise in prekären finanziellen Umständen, zudem starb ihr Bruder drei Jahre zuvor bei einem Autounfall. Ihre größte Sorge ist es, das von ihr geliebte alte Haus halten zu können. Ihr nächster Verwandter ist ihr Cousin, der Anwalt Charles Vyse, der schon einige Hypotheken für ihr Haus besorgt hat. Neben ein paar entfernten Cousins und Cousinen in Yorkshire hat sie keine anderen Verwandten. Ihr Haushalt besteht aus Ellen, der Haushälterin, deren Mann und Kind. Das Gartenhaus ist an ein australisches Ehepaar, Milly und Bert Croft, vermietet. Weitere Freunde sind zeitweilig zu Gast im Haus: Freddie Rice, die zur Scheidung überredet werden soll, und Jim Lazarus, ein junger Mann, der sich in Freddie verliebt hat. Auch George Challenger ist mit im Haus, ebenso verarmt wie Nick und ein paar Jahre älter als sie, hat er schon ein paar Mal halbherzig um ihre Hand angehalten. Ein halbes Jahr zuvor hat Nick ihr Testament gemacht, in dem sie das Haus Charles Vyse hinterlässt und den Rest Freddie. Zum Wochenende wird noch ein weiterer Gast erwartet – eine ihrer Yorkshire-Cousinen, Maggie Buckley.
Nick lädt Poirot und Hastings, alle Hausgäste und Charles zu einem Dinner ein, weil man von End House aus das Feuerwerk des Hafenfestes am besten sehen kann. George Challenger verspätet sich nach einer Reise nach Plymouth. Das Gespräch dreht sich um den verschollenen Flieger Michael Seton und es kommt heraus, dass Nick und Freddie ihn im letzten Jahr in Le Touquet trafen und später noch einmal in Scarborough. Sie werden von einem Anruf unterbrochen, den Nick in einem anderen Raum entgegennimmt, sowie von der Ankunft weiterer Gäste, die das Feuerwerk sehen wollen. Alle gehen auf die Terrasse, Nick läuft noch einmal zurück, um für Maggie, Freddie und sich Mäntel zu holen. Das Feuerwerk beginnt.
Ein paar Minuten später sieht Poirot einen leblosen Körper auf dem Rasen liegen – Maggie, bekleidet mit dem Schal von Nick, erschossen. Die Polizei wird gerufen. Nick wird in ein Sanatorium gebracht – auch um sie zu schützen.
Poirot ist verzweifelt, weil er den Mord nicht verhindern konnte. Im Sanatorium erfolgt noch ein Anschlag auf Nick, den sie aber überlebt: Sie hatte von Schokoladenpralinen gegessen, die ihr anonym geschickt worden waren und die, wie sich herausstellt, mit Kokain vergiftet sind.
Die Handlung verwickelt sich weiter durch das Auftauchen von Freddies kokainsüchtigem Ehemann, der sie zu erpressen versucht. Dieser stirbt an einer Überdosis. Weitere Erpressungen sowie Dokumentenfälschungen bezüglich des Testaments von Nicks verstorbenem Vater werden aufgedeckt. Die Crofts werden als professionelle Betrüger und Urkundenfälscher entlarvt.
Am Ende ergeben die Ermittlungen folgendes Bild:
Als Nick Michael Seton in Le Touquet kennenlernte, hoffte sie auf die Möglichkeit ihn zu heiraten und so endlich zu Geld zu kommen, da auf ihrem Haus eine hohe Hypothek lastet. Sie arrangierte ein zweites Treffen in Scarborough. Dabei lernte Michael Maggie Buckley kennen, verliebte sich in sie und verlobte sich auf der Stelle heimlich mit ihr. Nick war der einzige Mensch, der von diesem Geheimnis wusste, und sie wusste auch, dass er all sein Vermögen an „Magdala“ vermachte. Jedoch wusste Seton nicht, dass das auch Nicks eigentlicher Name ist.
Nach dem Tod von Michaels Frauen ablehnendem Onkel und später nach Michaels Verschwinden entwickelte Nick den Plan, Maggie zu ermorden und sich als Michaels Braut auszugeben. So wäre sie an das Erbe von Seton gekommen. Die angeblichen Mordanschläge auf sie hatte sie raffiniert inszeniert. Challenger entpuppt sich als Kokaindealer, der die nun nicht mehr abhängige Freddie und ihren süchtigen Ehemann mit Stoff versorgt hatte. Poirot warnt Challenger, schnell zu verschwinden, ansonsten würde er ihn verhaften lassen. Der Gewarnte lässt sich das nicht zwei Mal sagen. Bei Nicks Verhaftung bittet diese Freddie um deren Armbanduhr, ein Erbstück, als Erinnerungsgeschenk. Freddie gibt sie ihr. Später erzählt sie Poirot, in der Uhr sei ein Versteck mit einer tödlichen Dosis Kokain: Nick wird sich damit das Leben nehmen, um ihrer Hinrichtung zu entgehen. Frederica Rice und Jim Lazarus verloben sich. Poirot und Hastings reisen aus Cornwall ab.

## Personen
- Hercule Poirot – der berühmte belgische Detektiv
- Arthur Hastings – sein Freund und Begleiter
- Nick (Magdala) Buckley – eine junge Frau, Eigentümerin von End House
- Maggie Buckley – ihre Cousine
- Captain George Challenger – ein Freund von Nick
- Ellen – Haushälterin von Nick und seit ihrer Kindheit im End House angestellt
- Frederica (Freddie) Rice – eine gute Freundin von Nick
- Milly und Bert Croft – Mieter bei Nick
- Jim Lazarus – Verehrer von Frederica und Besitzer einer Antiquitätensammlung
- Charles Vyse – Anwalt und Nicks Cousin

## Widmung
Die Widmung des Buches lautet:
„Für Eden Phillpotts. Dem ich immer dankbar sein werde für seine Freundschaft und die Ermutigung, die er mir vor vielen Jahren gab.“
1908 langweilte sich Christie, während sie sich von einer Grippeerkrankung erholte,  und sie begann auf Empfehlung ihrer Mutter, Clara Miller, eine Geschichte zu schreiben (siehe die Widmung in Das fehlende Glied in der Kette). Dieser Anstoß war der Beginn ihrer Karriere, obwohl diese frühen Werke nicht veröffentlicht wurden und heute verschollen sind. Die meisten waren Kurzgeschichten. Aber es war auch ein Roman dabei: Snow Upon the Desert. Sie sandte ihn zu verschiedenen Verlegern, erhielt ihn aber immer wieder zurück. Daraufhin schlug ihre Mutter vor, das Manuskript an Phillpotts zu geben, einen Freund und Nachbarn der Familie in Torquay und zu seiner Zeit einer der bekanntesten Schriftsteller in Devon. Er sandte es zurück mit dem Lob: „Einiges in ihrem Werk ist großartig. Sie haben ein gutes Gefühl für den Dialog.“ Diese Ermutigung weiterzumachen hat Christie Phillpotts, den sie auch menschlich schätzte, nie vergessen.

## Bezüge zu anderen Werken, Orten und Personen

### Bezüge zu anderen Werken
- Schon im ersten Kapitel unterhalten sich Poirot und Hastings über Ereignisse des vergangenen Winters, die mit Poirots Reise im blauen Express an die französische Riviera zusammenhängen und die in diesem Roman beschrieben wurden.
- Am Anfang des 14. Kapitels beschreibt Hastings, wie Poirots Besessenheit für Ordnung und Symmetrie ihm schon einmal geholfen hat, einen Fall zu lösen, als er die Stücke auf einem Kaminsims zurechtrückte – eine indirekte Referenz an Das fehlende Glied in der Kette.
- Im Kapitel 15 erinnert Poirot an den Fall Die Pralinenschachtel, als Commander Challenger erzählt, dass er auch schon Fehler in der Vergangenheit gemacht habe.
- In Kapitel 16 fragt Inspector Japp Poirot, ob er sich nicht zurückgezogen hätte, um Kürbisse zu züchten. Das ist eine indirekte Referenz an den gescheiterten Versuch sich zur Ruhe zu setzen aus Alibi, als sich Poirot in das kleine Dorf King’s Abbot zurückzog, nur um sofort in einen Mordfall verwickelt zu werden.

Inspektor Japp, der hier nach Das fehlende Glied in der Kette und Die großen Vier zum dritten Mal in einem Poirot-Roman auftaucht, wird noch mehrfach gemeinsam mit dem belgischen Detektiv ermitteln, letztmals in Das Geheimnis der Schnallenschuhe.

### Bezüge zu Orten und Personen
- Das im Roman beschriebene Hotel hat sein reales Vorbild nicht in Cornwall, sondern in Devon. Es ist das Imperial Hotel in Torquay.[6]
- In Kapitel 7 sprechen die Personen über eine Fliegerin, die nach Australien geflogen ist. Damit ist Amy Johnson gemeint, die vom 5. bis zum 24. Mai 1930 den ersten Soloflug einer Frau von England nach Australien vollbrachte.

## Wichtige Ausgaben
- 1932: Erstausgabe USA. Dodd Mead and Company, New York (Februar 1932).
- 1932: Erstausgabe Vereinigtes Königreich. Collins Crime Club, London (März 1932).
- 1933: Deutsche Erstausgabe: Das Haus an der Düne. Übersetzung von Otto Albrecht van Bebber. Goldmann Verlag, Leipzig.[3]
- 2003: Neuübersetzung von Monika Gripenberg. Fischer Taschenbuch Verlag, Frankfurt am Main.[4]

Die erste Veröffentlichung des Romans war als Fortsetzungsroman in dem Wochenmagazin Liberty in elf Folgen vom 13. Juni bis zum 22. August 1931.

## Hörbücher
- 2000: Das Haus an der Düne. Sprecher: Martin Maria Schwarz. Regie: Hans Eckardt. Verlag und Studio für Hörbuchproduktionen, Beltershausen.[7]
- 2003: Das Haus an der Düne. Gekürzte Fassung von Kati Nicholl. Aus dem Englischen von Tanja Handels. Gelesen von Wolf Frass. Regie: Sven Stricker. Der Hörverlag, München.[8]

## Adaptionen

### Bühnenstück (1940)
Der Roman wurde von Arnold Ridley für ein Theaterstück adaptiert, das am 1. Mai 1940 im Londoner West End im Vaudeville Theatre Premiere hatte. Poirot wurde von Francis L. Sullivan gespielt.

### Agatha Christie’s Poirot
Für die britische Fernsehserie Agatha Christie’s Poirot wurde der Roman 1990 als Teil der zweiten Staffel verfilmt. Die deutsche Synchronfassung erhielt den Titel Das Haus auf der Klippe.

### Kleine Morde
Das Haus der Gefahr, der vierte Teil (2009) der französischen Fernsehserie Kleine Morde, ist eine Adaption von "Das Haus an der Düne". Die Kriminalfälle sind für die Serie in das Frankreich der 30er Jahre versetzt worden – darüber hinaus sind die handelnden Personen ausgetauscht worden. So ermittelt auch nicht Hercule Poirot, sondern der Superintendent Larosière gemeinsam mit dem jungen Inspektor Lampion.

### Computerspiel
Am 2. November 2009 erschien zum Roman ein Computerspiel. Ebenso wie Tod auf dem Nil wurde es von Flood Light Games adaptiert und in Zusammenarbeit mit Oberon Games und Big Fish Games veröffentlicht. Der Spieler übernimmt die Rolle von Poirot, sucht in End House und anderen Orten an der Küste von Cornwall nach Spuren und befragt die Verdächtigen aufgrund der Informationen, die er gefunden hat.